# 德希尼布FMC
德希尼布FMC（TechnipFMC plc /ˈtɛkniːpɛfɛmsiː/ Tek-NEEP-ef-em-see）是一家跨國石油、天然氣公司，總部位於英國倫敦，由法國的德希尼布（1958年建立）和美國的FMC科技（FMC Technologies，2001年建立）在2017年合併而成。其業務主要為各類油井和煉油廠的工程设计，2017年，工程新闻纪录將其列為全球第23大設計公司。
TechnipFMC公司为全球能源行业提供技术解决方案，为润滑油、石油、燃料、添加剂和化学品以及石油和天然气工业提供服务，业务遍及水下技术、表面技术以及能源基础设施领域对应公司的2个部门——海底技术部门（Subsea Technologies）和表面处理技术部门（Surface Technologies）。

## 外部連接
- 官方網站 （页面存档备份，存于）
- - TechnipFMC的商業數據：Google Finance
  - Yahoo! Finance
  - Reuters
  -  SEC filings